# 엉치가시인대
엉치가시인대(sacrospinous ligament), 또는 천극인대는 골반에 있는 얇은 삼각형 모양의 인대이다. 인대의 바닥 부분은 엉치뼈와 꼬리뼈의 바깥쪽 가장자리에 붙고 인대의 끝부분은 궁둥뼈에서 튀어나와 있는 부분인 궁둥뼈가시에 붙는다. 이 인대의 섬유는 엉치결절인대와 섞인다.

## 구조
엉치결절인대는 엉치가시인대의 뒤쪽으로 지나간다. 전체 인대는 가까이에 있는 세모꼴의 꼬리근을 덮는다.

## 기능
큰궁둥패임에 인대가 붙으면서 큰궁둥구멍을 형성하고, 마찬가지로 작은궁둥패임에 인대가 붙어 작은궁둥구멍이 된다. 큰궁둥구멍은 엉치가시인대 위에, 작은궁둥구멍은 아래에 위치한다.
음부동맥, 음부정맥, 음부신경은 엉치가시인대 뒤로 지나가 궁둥뼈가시의 바로 아래안쪽으로 주행한다. 속엉덩동맥의 가지인 아래볼기동맥은 궁둥신경과 엉치가시인대 뒤로 지나간다. 아래볼기동맥의 꼬리가지는 엉치가시인대의 중간 부분 뒤로 지나가다 엉치결절인대를 여러 지점에서 관통한다. 꼬리가지가 갈라져 나가고 남은 아래볼기동맥의 본류는 엉치가시인대 위쪽 경계 뒤쪽에서 큰궁둥구멍을 통해 골반을 떠나며, 궁둥신경의 아래쪽 부분을 따라간다.
엉치가시인대의 주요 기능은 엉치뼈에 대한 엉덩뼈의 회전을 방지하는 것이다. 이 인대와 엉치결절인대가 느슨해지면 이러한 회전이 발생한다. 이 인대에 대한 부하는 앞으로 몸을 기울이거나 의자에서 일어날 때 자주 발생한다.

## 임상적 중요성
다른 골반 인대와 지지 구조가 약해지면 여성에서 질탈출증이나 자궁탈출증이 발생할 수 있다. 한 가지 치료법은 엉치가시인대 고정술(sacrospinous fixation)이다. 이 수술에서는 질의 끝부분을 엉치가시인대에 봉합하는데, 이를 통해 약해진 골반 인대 대신 더 견고하게 구조물들을 지지하여 이상적으로는 추가적인 탈출증을 예방할 수 있다.

## 추가 이미지

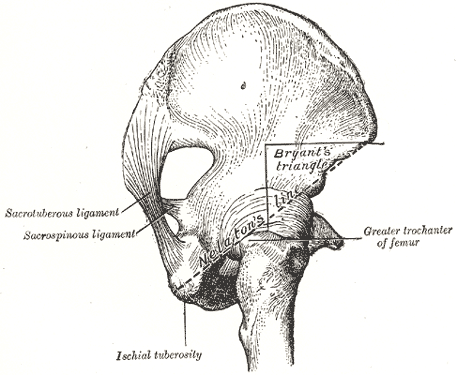
골반뼈 뒤쪽 그림.
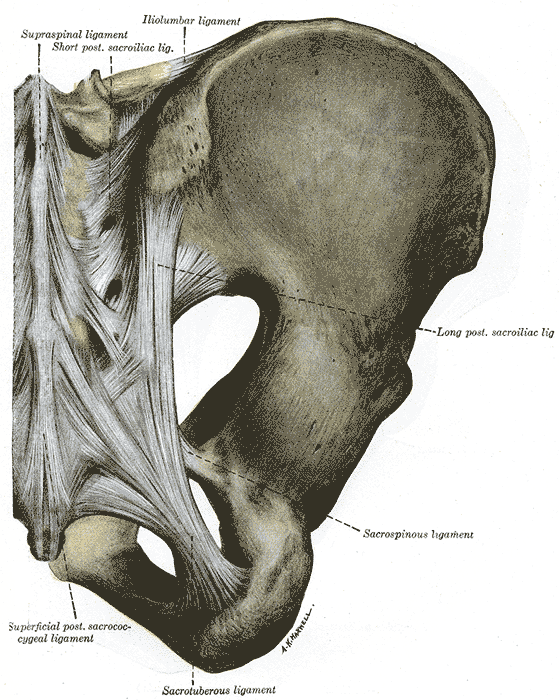
골반의 관절. 뒤에서 본 그림.

## 참고 문헌
이 문서는 현재 퍼블릭 도메인에 속하는 그레이 해부학 제20판(1918) page 309의 내용을 기초로 작성된 글이 포함되어 있습니다.
1. ↑  Gray's Anatomy 1918
2. ↑  《Color atlas and textbook of human anatomy : in three volumes》 5 rev. a enlarg [English]판. Stuttgart: Thieme. ©2003-. 188쪽. ISBN 978-1-58890-159-0.
3. ↑  “Obstetrics & Gynecology” (미국 영어). 2022년 2월 17일에 확인함.
4. ↑  Vasavada, Sandip P.; Appell, Rodney; Sand, Peter K.; Raz, Shlomo (2004년 12월 29일). 《Female Urology, Urogynecology, and Voiding Dysfunction》 (영어). Taylor & Francis. 661쪽. ISBN 978-0-8247-5426-6.